# Джаферович, Шефик
Шефик Джафе́рович (босн. Šefik Džaferović; род. 9 сентября 1957, Завидовичи) — боснийский политический деятель, член Президиума Боснии и Герцеговины от босняков с 20 ноября 2018 по 16 ноября 2022 года после победы на осенних выборах, на которых набрал большинство голосов. Вице-председатель Партии демократического действия (с 2005 года), до этого в течение 4 лет занимал должность её генерального секретаря.
До момента избрания с 2002 года был членом Палаты представителей Боснии и Герцеговины.

## Биография
Родился в городе Завидовичи в Народной Республике Босния и Герцеговина (ФНРЮ). Закончил начальную школу и среднюю школу в своём родном городе. В 1975 году поступил на юридический факультет Сараевского университета в 1975 году и окончил его в 1979 году. В 1980 году сдал экзамен на адвоката. После окончания учебы и до 1986 года работал в городском суде города Завидовичи сначала стажёром, затем в течение шести месяцев заместителем городского судьи и, наконец, городским судьёй. С мая 1986 года по февраль 1992 года он был судьей окружного суда в Зенице, а с 1992 по 1993 год работал юристом в Зенице. С 1993 года до середины 1994 года он работал в тогдашнем районе Зенице на административных должностях.

## Политическая карьера
С июля 1994 по февраль 1996 года возглавлял Центр службы безопасности. Следующие три месяца работал секретарем в Агентстве исследований и документации. После этого до выборов 1996 года занимал должность советника губернатора в правительстве Зенице-Добойского кантона. С 1996 по 2000 год он был председателем Ассамблеи и делегатом Палаты народов Парламента Боснии и Герцеговины, а до 2002 года делегатом Палаты народов Парламентской ассамблеи Боснии и Герцеговины. На всеобщих выборах 2002 года он стал депутатом Палаты представителей Парламентской ассамблеи Боснии и Герцеговины и в течение следующих четырех лет заместителем председателя Палаты представителей. На всеобщих выборах 2006 года он был избран во второй раз в качестве члена Палаты представителей. На всеобщих выборах 2010 года он в третий раз был избран членом Палаты представителей. На всеобщих выборах 2014 года в четвертый раз избирался депутатом Палаты представителей, стал босняцким членом Коллегии и председателем Палаты представителей. На всеобщих выборах 2018 года он был избран босняцким членом Представительства Боснии и Герцеговины, набрав 36,61% голосов.

## Личная жизнь
Живёт в Сараево с женой и двумя детьми.